# Кинарейкин, Яков Дмитриевич
Я́ков Дми́триевич Кинаре́йкин (укр. Яків Дмитрович Кінарейкін; род. 22 октября 2003, Харьков) — украинский футболист, вратарь клуба «Вильярреал».

## Клубная карьера
В ДЮФЛУ выступал за харьковские «Металлист» и «Металлист-2».
В начале сентября 2020 года перешел в «Днепр-1». Сначала выступал за юношескую и молодёжную команду клуба. Начиная с сезона 2022/23 годов тренировался с первой командой, но в официальных матчах за первую команду «днепрян» не играл (юный Яков проиграл конкуренцию Максу Валефу и Владиславу Рыбаку). Впервые в заявку на матч Премьер-лиги Украины попал 28 августа 2022 против киевского «Динамо» (3:0), но просидел на скамейке запасных все 90 минут. В сезоне 2022/23 годов 17 раз попадал в заявку на матчи высшего дивизиона чемпионата Украины, но ни в одном из них на поле не появлялся. Дебютировал за первую команду «Днепра-1» 25 июля 2023 года в проигранном (1:3) домашнем поединке 2-го квалификационного раунда Лиги чемпионов против греческого «Панатинаикоса». Яков вышел на поле в стартовом составе и отыграл весь матч. В Премьер-лиге Украины дебютировал за «Днепр-1» 6 августа 2023 в победном (2:1) домашнем поединке 2-го тура против житомирского «Полесья». Кинарейкин вышел на поле в стартовом составе и отыграл весь матч.

## Карьера в сборной
В ноябре 2021 года впервые вызван в молодёжную сборную Украины на товарищеские матчи против Израиля и Грузии. В футболке украинской «молодёжки» дебютировал 21 ноября 2021 в ничейном (1:1) выездном товарищеском поединке против Грузии. Яков вышел на поле в стартовом составе, а на 46-й минуте его заменил Денис Твардовский.